# Kallnach
Kallnach är en ort och kommun i distriktet Seeland i kantonen Bern, Schweiz. Kommunen har 2 239 invånare (2023).
I kommunen finns även orterna Golaten och Niederried bei Kallnach. Bägge orterna var tidigare självständiga kommuner, men inkorporerades i Kallnach 1 januari 2019 (Golaten) respektive 1 januari 2013 (Niederried).